# ماهی سه‌فروغ
ماهی سه‌فروغ (نام علمی: Triplophos hemingi) نام یک گونه از تیره گوشه‌دهانان است.
ماهی سه‌فروغ تنها گونه زنده در سرده سه‌فروغ‌ها (Triplophos) است.